# 朱季海
朱季海（1916年—2011年12月21日），名学浩，字季海，以字行，上海浦东人，少年時移居蘇州。国学家。

## 生平
朱季海是被列为东吴大学堂附中唯一一个免修语文的学生。章太炎《章氏丛书》晦涩难识，但朱季海不仅熟读，还能侃侃评说。1932年，高一年级的朱季海看到章太炎來蘇州讲学的海报，感到机会难觅，只是入场券要3个大洋(当时小学教师的月薪是大洋6元)，還好父母支持了他，在講座裡朱季海令章太炎驚艷。
曾参与发起章氏国学讲习会，并担任过《制言》半月刊主笔。章太炎逝世后，他曾任教于章太炎夫人汤国梨于上海创办的太炎文学院。抗日战争期间开始对《楚辞》进行研究。1946年由汤国梨推荐，赴南京国史馆任职。
1949年后在苏州市第三中学任教，后长期在苏州闲居，同时继续进行《楚辞》与先秦文史的研究。1980年代出任中国训诂学会名誉顾问，并开始研究书画理论。后又在苏州铁道师范学院讲学。
2011年12月在苏州逝世，享年96岁。

## 著作
- 《楚辞解故》
- 《庄子故言》
- 《南齐书校议》
- 《南田画学》
- 《石涛画谱》
- 《朱季海著作集》